# Callistethus callewaerti
Callistethus callewaerti är en skalbaggsart som beskrevs av Ohaus 1914. Callistethus callewaerti ingår i släktet Callistethus och familjen Rutelidae. Inga underarter finns listade.